# Cryptobranchus
Cryptobranchus — рід хвостатих земноводних родини критозябрецевих.

## Поширення
Представники роду є ендеміками США. Їхні найближчі родичі (велетенська саламандра) поширені у Китаї та Японії.

## Опис
Великі саламандри, завдовжки до 70 см. Характеризуються короткими ногами, великою головою і зморшкуватою і слизькою шкірою. Живуть у швидкоплинних річках та струмках. Вдень ховаються під камінням.

## Види
У роді відомо два сучасних та два викопних види:
- Cryptobranchus alleganiensis (Daudin, 1803)
- Cryptobranchus bishopi[2] Grobman, 1943
- †Cryptobranchus guildayi Holman, 1977
- †Cryptobranchus saskatchewanensis Naylor, 1981